# デイス (原子力潜水艦)
|           |                                                 |
| 艦歴      |                                                 |
| 発注:     | 1959年3月3日                                    |
| 起工:     | 1960年6月6日                                    |
| 進水:     | 1962年8月18日                                   |
| 就役:     | 1964年4月4日                                    |
| 退役:     | 1988年12月2日                                   |
| 除籍:     | 1988年12月2日                                   |
| その後:   | 原子力艦再利用プログラム                        |
| 性能諸元  |                                                 |
| 排水量:   | 水上：3,070トン、 水中：3,500トン               |
| 全長:     | 278 ft 5 in (84.9 m)                            |
| 全幅:     | 31 ft 8 in (9.7 m)                              |
| 吃水:     | 25 ft 2 in                                      |
| 機関:     | S5W reactor                                     |
| 最大速:   | 水上 15ノット (28 km/h) 水中 28ノット (52 km/h) |
| 乗員:     | 士官9名、兵員76名                               |
| 兵装:     | 21インチ魚雷発射管4基、 サブロック              |
| モットー: |                                                 |

デイス (USS Dace, SSN-607) は、アメリカ海軍の原子力潜水艦。パーミット級原子力潜水艦の9番艦。艦名はコイ科の淡水魚に因む。その名を持つ艦としてはガトー級潜水艦35番艦(SS-247)以来2隻目。

## 艦歴
デイスの建造は1959年3月3日にミシシッピ州パスカグーラのインガルス造船所に発注され、1960年6月6日に起工する。1962年8月18日にベティ・フォード（後の大統領、ジェラルド・R・フォードの妻）によって命名、進水し、1964年4月4日に艦長ジョン・A・ウォルシュ中佐の指揮下就役する。
デイスは1988年12月2日に退役し、同日除籍された。その後ワシントン州ブレマートンで原子力艦再利用プログラムの下で解体された。